# In Love with Sterretje
In Love with Sterretje was een tv-programma op RTL 5 waarin werd gezocht naar een partner voor Tony Wyczynski (bekend als "Sterretje" uit Oh Oh ...). Bridget Maasland presenteerde het programma. Mandy werd in aflevering 7 de vriendin van Tony.
Het programma speelde zich af op Gran Canaria waar twaalf verschillende vrouwen verbleven in een villa. Tijdens hun verblijf moesten ze verschillende opdrachten uitvoeren waarbij ze een date met Tony konden winnen. De verschillende karakters van de vrouwen zorgden ervoor dat er nog weleens wat onenigheid in de villa voorkwam.
Aan het einde van elke aflevering vond een eliminatie plaats waarin Tony één of twee vrouwen naar huis moest sturen. Tony kon kandidaten in de gevarenzone plaatsen als hij vond dat zij zichzelf niet goed lieten zien of minder interesse had in haar dan in andere dames. Voorafgaand aan de eliminatie mochten alle dames anoniem hun stem uitbrengen op de dame die zij het minste bij Tony vond passen. Deze stemmen werden aan Tony voorgelegd, maar waren alleen bedoeld als advies. Tijdens de eliminatie werden de dames met de meeste stemmen automatisch in de gevarenzone gezet, maar konden daar door Tony weer uitgehaald worden.

## Deelnemers
| Naam      | Leeftijd | Afkomst          |
| --------- | -------- | ---------------- |
| Daisy     | 23       | Eindhoven        |
| Joanna    | 18       | 's-Hertogenbosch |
| Katelijne | 20       | Loosdrecht       |
| Kiki      | 17       | De Rijp          |
| Mandy     | 21       | Limburg          |
| Kim       | 24       | Zoetermeer       |
| Annemiek  | 19       | Valkenburg       |
| Stéphanie | 18       | Son              |
| Jaimy     | 19       | Nieuwegein       |
| Dorien    | 20       | Amsterdam        |
| Tamara    | 21       | Hoogeveen        |
| Lynn      | 19       | Asten            |

## Eliminatie

#### Eliminatietabel
| Plaats | Naam      | 1                | 2                     | 3                     | 4                     | 5                     | 6                     | 7                     |
| ------ | --------- | ---------------- | --------------------- | --------------------- | --------------------- | --------------------- | --------------------- | --------------------- |
| 1      | Mandy     |                  | Challenge             |                       | Date                  |                       | Date                  | Winnares              |
| 2      | Stéphanie | Challenge        | Groep                 |                       | Groep                 | Challenge             | Challenge             | Runner-up             |
| 3      | Daisy     |                  | Challenge Groep       | Groep                 | Date Groep            | Groep                 | Groep                 | Geëlimineerd (week 7) |
| 4      | Kiki      |                  | Challenge             | Challenge             | Challenge             | Challenge Gevarenzone | Challenge Gevarenzone | Geëlimineerd (week 6) |
| 5      | Katelijne |                  | Date                  |                       | Challenge             | Challenge             | Gevarenzone           | Geëlimineerd (week 6) |
| 6      | Kim       |                  | Challenge             | Groep                 |                       | Gevarenzone           | Geëlimineerd (week 5) | Geëlimineerd (week 5) |
| 7      | Joanna    |                  |                       | Date                  | Gevarenzone           | Geëlimineerd (week 4) | Geëlimineerd (week 4) | Geëlimineerd (week 4) |
| 8      | Lynn      | Challenge        | Challenge Gevarenzone | Gevarenzone           | Geëlimineerd (week 3) | Geëlimineerd (week 3) | Geëlimineerd (week 3) | Geëlimineerd (week 3) |
| 9      | Annemiek  | Groep            | Gevarenzone           | Geëlimineerd (week 2) | Geëlimineerd (week 2) | Geëlimineerd (week 2) | Geëlimineerd (week 2) | Geëlimineerd (week 2) |
| 10     | Jaimy     | Gevarenzone      | Challenge Gevarenzone | Geëlimineerd (week 2) | Geëlimineerd (week 2) | Geëlimineerd (week 2) | Geëlimineerd (week 2) | Geëlimineerd (week 2) |
| 11     | Dorien    | Date Gevarenzone | Geëlimineerd (week 1) | Geëlimineerd (week 1) | Geëlimineerd (week 1) | Geëlimineerd (week 1) | Geëlimineerd (week 1) | Geëlimineerd (week 1) |
| 12     | Tamara    | Groep            | Geëlimineerd (week 1) | Geëlimineerd (week 1) | Geëlimineerd (week 1) | Geëlimineerd (week 1) | Geëlimineerd (week 1) | Geëlimineerd (week 1) |

#### Legenda
- Challenge: Deze deelneemsters wonnen de challenge en krijgen een groepsdate met Tony.
- Date: Deze deelneemster won de individuele opdracht en/of krijgt een één-op-één date met Tony.
- Groep: Deze deelneemster werd door de groep geëlimineerd, maar Tony bepaalt voor de eliminatie.
- Gevarenzone: Deze deelneemster werd door Tony naar de gevarenzone gestuurd.
- Geëlimineerd: Deze deelneemster werd door Tony geëlimineerd.
- Winnares: Deze deelneemster werd de vriendin van Tony.

## Kijkcijfers
| Aflevering   | Datum         | Kijkcijfers | Positie | Marktaandeel |
| ------------ | ------------- | ----------- | ------- | ------------ |
| Aflevering 1 | 23 april 2012 | 496.000     | -       | -            |
| Aflevering 2 | 30 april 2012 | 338.000     | -       | 4,9          |
| Aflevering 3 | 7 mei 2012    | 442.000     | 25      | 6,5          |
| Aflevering 4 | 14 mei 2012   | 461.000     | 25      | 6,8          |
| Aflevering 5 | 21 mei 2012   | 491.000     | 23      | 7,9          |
| Aflevering 6 | 28 mei 2012   | 425.000     | 22      | 7,3          |
| Aflevering 7 | 4 juni 2012   | 557.000     | 22      | 8,5          |